# CIM-10 Capítol I: Certes malalties infeccioses i parasitàries
| Capítol | Codis   | Títol |
| ------- | ------- | --- |
| I       | A00-B99 | Certes malalties infeccioses i parasitàries                                                                  |
| II      | C00-D48 | Neoplàsies                                                                                                   |
| III     | D50-D89 | Malalties de la sang i dels òrgans hematopoètics i altres trastorns que afecten el mecanisme de la immunitat |
| IV      | E00-E90 | Malalties endocrines, nutricionals i metabòliques                                                            |
| V       | F00-F99 | Trastorns mentals i del comportament                                                                         |
| VI      | G00-G99 | Malalties del sistema nerviós                                                                                |
| VII     | H00-H59 | Malalties de l'ull i els seus annexos                                                                        |
| VIII    | H60-H95 | Malalties de l'oïda i de l'apòfisi mastoide                                                                  |
| IX      | I00-I99 | Malalties del sistema circulatori                                                                            |
| X       | J00-J99 | Malalties del sistema respiratori                                                                            |
| XI      | K00-K93 | Malalties de l'aparell digestiu                                                                              |
| XII     | L00-L99 | Malalties de la pell i el teixit subcutani                                                                   |
| XIII    | M00-M99 | Malalties del sistema osteomuscular i del teixit connectiu                                                   |
| XIV     | N00-N99 | Malalties de l'aparell genitourinari                                                                         |
| XV      | O00-O99 | Embaràs, part i puerperi                                                                                     |
| XVI     | P00-P96 | Certes afeccions originades en el període perinatal                                                          |
| XVII    | Q00-Q99 | Malformacions congènites, deformitats i anomalies cromosòmiques                                              |
| XVIII   | R00-R99 | Símptomes, signes i troballes anormals clíniques i de laboratori, no classificats en un altre lloc           |
| XIX     | S00-T98 | Traumatismes, enverinaments i algunes altres conseqüències de causa externa                                  |
| XX      | V01-Y98 | Causes externes de morbiditat i de mortalitat                                                                |
| XXI     | Z00-Z99 | Factors que influeixen en l'estat de salut i contacte amb els serveis de salut                               |
| XXII    | O00-U99 | Codis per a situacions especials                                                                             |

La 10a Revisió de la Classificació Estadística Internacional de les Malalties i Problemes de Salut Relacionats (CIM-10) és una codificació de malalties, trastorns, signes, símptomes, troballes anormals, denúncies, circumstàncies socials i causes externes de lesions o malalties, segons la classificació de l'Organització Mundial de la Salut (OMS). Aquesta pàgina conté la llista de problemes del capítol I de la CIM-10: Certes malalties infeccioses i parasitàries. 
- Sols apareixen els problemes codificats amb la lletra del capítol i dos dígits (per exemple A00), amb tres dígits (separada l'últim dígit per un punt, per exemple A04.0), i rarament amb quatre dígits.
- S'han exclòs els problemes de més de dos dígits que fan referència a "altres" problemes especificats (però no definits) o a problemes no especificats; aquests dos casos corresponen, respectivament, als dígits finals 8 i 9.
- També s'han exclòs els problemes de més de dos dígits que no aporten problemes de salut "diferents" dels de l'enunciat principal i que sols modifiquen "qualitativament" el problema de salut al qual fan referència. Per exemple: A00 és el codi pel còlera, però no s'han presentat els codis A00.1 i A00.2 que diferencien el còlera segons dos tipus de bacteri que el provoquen.

## A00–A79 – Infeccions bacterianes, i altres malalties infeccioses intestinals, i malalties de transmissió sexual

### (A00-A09) Malalties infeccioses intestinals
- (A00) Còlera
- (A01) Febres tifoide i paratifoide
- (A02) Altres infeccions per salmonel·les de Salmonella diferent de S. typhi i S. paratyphi
- (A03) Shigel·losi
- (A04) Altres infeccions intestinals bacterianes
  - (A04.0) Infecció per Escherichia coli enteropatogen
  - (A04.1) Infecció per Escherichia coli enterotoxigen
  - (A04.2) Infecció per Escherichia coli enteroinvasiu
  - (A04.3) Infecció per Escherichia coli enterohemorràgic
  - (A04.5) Enteritis per Campylobacter
  - (A04.6) Enteritis causada per Yersinia enterocolitica
  - (A04.7) Enterocolitis causada per Clostridium difficile
- (A05) Altres toxiinfeccions alimentàries bacterianes no classificades a cap altre lloc
  - (A05.0) Toxiinfecció alimentària estafilocòccica
  - (A05.1) Botulisme
  - (A05.2) Toxiinfecció alimentària per Clostridium perfringens [Clostridium welchii]
  - (A05.3) Toxiinfecció alimentària per Vibrio parahaemolyticus
  - (A05.4) Toxiinfecció alimentària per Bacillus cereus
- (A06) Amebosi [amebiasi]
  - (A06.0) Disenteria amèbica aguda
  - (A06.1) Amebosi intestinal crònica
  - (A06.2) Colitis amèbica no disentèrica
  - (A06.3) Ameboma d'intestí
  - (A06.4) Abscés amèbic hepàtic
  - (A06.5) Abscés amèbic pulmonar (J99.8**)
  - (A06.6) Abscés amèbic encefàlic (G07**)
  - (A06.7) Amebosi cutània
- (A07) Altres malalties intestinals protozoàries
  - (A07.0) Balantidiosi
  - (A07.1) Giardiosi [lambliosi]
  - (A07.2) Criptosporidiosi
  - (A07.3) Isosporosi
- (A08) Infeccions intestinals víriques i altres infeccions intestinals especificades
  - (A08.0) Enteritis per rotavirus
  - (A08.1) Gastroenteropatia aguda produïda pel virus de Norwalk
  - (A08.2) Enteritis per adenovirus
- (A09) Diarrea i gastroenteritis de presumpte origen infecciós

### (A15-A19) Tuberculosi
- (A15) Tuberculosi respiratòria confirmada bacteriològicament i histològicament
- (A16) Tuberculosi respiratòria no confirmada bacteriològicament o histològicament
- (A17) Tuberculosi del sistema nerviós
  - (A17.0) Meningitis tuberculosa (G01**)
  - (A17.1) Tuberculoma meningi (G07**)
- (A18) Tuberculosi d'altres òrgans
  - (A18.0) Tuberculosi d'ossos i articulacions
  - (A18.1) Tuberculosi d'aparell genitourinari
  - (A18.2) Limfadenopatia perifèrica tuberculosa
  - (A18.3) Tuberculosi d'intestins, peritoneu i ganglis mesentèrics
  - (A18.4) Tuberculosi de pell i teixit subcutani
  - (A18.5) Tuberculosi d'ull
  - (A18.6) Tuberculosi d'orella
  - (A18.7) Tuberculosi de glàndules suprarenals (E35.1**)
- (A19) Tuberculosi miliar
- (A20) Pesta
- (A21) Tularèmia
- (A22) Carboncle
- (A23) Brucel·losi
- (A24) Borm i melioïdosi
- (A25) Febres per mossegada de rata
  - (A25.0) Espiril·losi
  - (A25.1) Estreptobacil·losi
- (A26) Erisipeloide
- (A27) Leptospirosi
- (A28) Altres malalties bacterianes zoonòtiques no classificades a cap altre lloc
  - (A28.0) Pasteurel·losi
  - (A28.1) Malaltia per esgarrapada de gat
  - (A28.2) Yersiniosi extraintestinal

altre lloc
- - (A28.9) Malaltia bacteriana zoonòtica no especificada

### (A30-A49) Altres malalties bacterianes
- (A30) Lepra [malaltia de Hansen]
- (A31) Infecció per altres micobacteris
  - (A31.0) Infecció micobacteriana pulmonar
  - (A31.1) Infecció micobacteriana cutània
  - (A31.8) Altres infeccions micobacterianes
  - (A31.9) Infecció micobacteriana no especificada
- (A32) Listeriosi
- (A33) Tètanus neonatal
- (A34) Tètanus obstètric
- (A35) Altres tètanus
- (A36) Diftèria
- (A37) Tos ferina [catarro]
- (A38) Febre escarlatina
- (A39) Infecció meningocòccica
  - (A39.0) Meningitis meningocòccica (G01**)
  - (A39.1) Síndrome de Waterhouse-Friderichsen (E35.1**)
  - (A39.2) Meningococcèmia aguda
  - (A39.3) Meningococcèmia crònica
  - (A39.4) Meningococcèmia no especificada
  - (A39.5) Cardiopatia meningocòccica
- (A40) Septicèmia estreptocòccica
- (A41) Altres septicèmies
  - (A41.0) Septicèmia causada per Staphylococcus aureus
  - (A41.1) Septicèmia causada per altres estafilococs especificats
  - (A41.2) Septicèmia causada per estafilococs no especificats
  - (A41.3) Septicèmia causada per Haemophilus influenzae
  - (A41.4) Septicèmia causada per anaerobis
- (A42) Actinomicosi
- (A43) Nocardiosi
- (A44) Bartonel·losi
- (A46) Erisipela
- (A48) Altres malalties bacterianes no classificades a cap altre lloc
  - (A48.0) Gangrena gasosa
  - (A48.1) Malaltia dels legionaris
  - (A48.2) Malaltia dels legionaris no pneumòtica [febre de Pontiac]
  - (A48.3) Síndrome del xoc tòxic
  - (A48.4) Febre purpúrica brasilera
- (A49) Infecció bacteriana de localització no especificada
  - (A49.0) Infecció estafilocòccica de localització no especificada
  - (A49.1) Infecció estreptocòccica de localització no especificada
  - (A49.2) Infecció per Haemophilus influenzae de localització no especificada
  - (A49.3) Infecció per micoplasmes de localització no especificada

### (A50-A64) Infeccions que es transmeten sobretot sexualment
- (A50) Sífilis congènita
- (A51) Sífilis precoç
- (A52) Sífilis tardana
- (A53) Altres sífilis i sífilis no especificades
- (A54) Infecció gonocòccica
- (A55) Limfogranuloma (veneri) per clamídies
- (A56) Altres malalties de transmissió sexual per clamídies
- (A57) Xancroide
- (A58) Granuloma inguinal
- (A59) Tricomonosi
- (A60) Infecció anogenital per herpesvirus [herpes simple]

### (A65-A69) Altres malalties espiroquetals
- (A65) Sífilis no venèria
- (A66) Pian
- (A67) Pinta [carate]
- (A68) Febres recurrents
- (A69) Altres infeccions espiroquetals
  - (A69.0) Estomatitis necrosant ulcerosa
  - (A69.1) Altres infeccions de Vincent
  - (A69.2) Malaltia de Lyme

### (A70-A74) Altres malalties causades per clamídies
- (A70) Infecció per Chlamydophila psittaci [Chlamydia psittaci]
- (A71) Tracoma
- (A74) Altres malalties causades per clamídies
  - (A74.0) Conjuntivitis per clamídies (H13.1**)

### (A75-A79) Rickettosiosis
- (A75) Tifus
- (A77) Febre maculosa [rickettsiosis transmeses per paparres]
- (A78) Febre Q
- (A79) Altres rickettsiosis
  - (A79.0) Febre de les trinxeres
  - (A79.1) Rickettsiosi exantemàtica causada per Rickettsia akari

## A80-B34 - Infeccions virals

### A80-A89) Infeccions víriques del sistema nerviós central
- (A80) Poliomielitis aguda
- (A81) Infeccions del sistema nerviós central per virus atípics
  - (A81.0) Malaltia de Creutzfeldt-Jakob
  - (A81.1) Panencefalitis esclerosant subaguda
  - (A81.2) Leucoencefalopatia multifocal progressiva
- (A82) Ràbia
- (A83) Encefalitis vírica transmesa per mosquits
  - (A83.0) Encefalitis japonesa
  - (A83.1) Encefalitis equina de l'oest
  - (A83.2) Encefalitis equina de l'est
  - (A83.3) Encefalitis de Saint Louis
  - (A83.4) Encefalitis australiana
  - (A83.5) Encefalitis de Califòrnia
  - (A83.6) Malaltia pel virus de Rocio
- (A84) Encefalitis vírica transmesa per paparres
  - (A84.0) Encefalitis de l'Extrem Orient transmesa per paparres [encefalitis russa vernoestival]
  - (A84.1) Encefalitis centreeuropea transmesa per paparres
- (A85) Altres encefalitis víriques no classificades a cap altre lloc
  - (A85.0) Encefalitis per enterovirus (G05.1**)
  - (A85.1) Encefalitis per adenovirus (G05.1**)
  - (A85.2) Encefalitis vírica no especificada transmesa per artròpodes
- (A86) Encefalitis vírica no especificada
- (A87) Meningitis vírica
  - (A87.0) Meningitis per enterovirus (G02.0**)
  - (A87.1) Meningitis per adenovirus (G02.0**)
  - (A87.2) Coriomeningitis limfocítica
- (A88) Altres infeccions víriques del sistema nerviós central no classificades a cap altre lloc
  - (A88.0) Febre exantemàtica per enterovirus [exantema de Boston]
  - (A88.1) Vertigen epidèmic
- (A89) Infecció vírica no especificada del sistema nerviós central transmeses per artròpodes

### (A90-A99) Febres víriques transmeses per artròpodes i febres hemorràgiques víriques transmeses per artròpodes
- (A90) Dengue [clàssic]
- (A91) Febre hemorràgica del dengue
- (A92) Altres febres víriques transmeses per mosquits
  - (A92.0) Malaltia pel virus de Chikungunya
  - (A92.1) Febre O'nyong-nyong
  - (A92.2) Febre equina veneçolana
  - (A92.3) Infecció pel virus del Nil occidental
  - (A92.4) Febre de la vall de Rift
- (A93) Altres febres víriques transmeses per artròpodes no classificades a cap altre lloc
  - (A93.0) Malaltia pel virus d'Oropouche
  - (A93.1) Febre per mosca de la sorra
  - (A93.2) Febre del Colorado per paparres
- (A94) Febre vírica no especificada transmesa per artròpodes
- (A95) Febre groga
- (A96) Febre hemorràgica per arenavirus
  - (A96.0) Febre hemorràgica pel virus de Junín
  - (A96.1) Febre hemorràgica pel virus de Machupo
  - (A96.2) Febre de Lassa
- (A98) Altres febres hemorràgiques víriques no classificades a cap altre lloc
  - (A98.0) Febre hemorràgica de Crimea-Congo
  - (A98.1) Febre hemorràgica d'Omsk
  - (A98.2) Malaltia del bosc de Kyasanur
  - (A98.3) Malaltia pel virus de Marburg
  - (A98.4) Malaltia pel virus d'Ebola
  - (A98.5) Febre hemorràgica amb síndrome renal
- (A99) Febre hemorràgica vírica no especificada

### (B00-B09) Infeccions víriques caracteritzades per lesions a la pell i a les mucoses
- (B00) Infeccions per herpesvirus [herpes simple]
- (B01) Varicel·la [verola borda]
- (B02) Herpes zòster [zòster]
- (B03) Smallpox
- (B04) Verola dels simis
- (B05) Xarampió
- (B06) Rubèola [xarampió alemany]
- (B07) Berrugues víriques
- (B08) Altres infeccions víriques caracteritzades per lesions a la pell i a les mucoses no classificades a cap altre lloc
  - (B08.0) Altres infeccions per ortopoxvirus
  - (B08.1) Mol·lusc contagiós
  - (B08.2) Exantema sobtat [sisena malaltia]
  - (B08.3) Eritema infecciós [cinquena malaltia]
  - (B08.4) Estomatitis vesicular per enterovirus amb exantema
  - (B08.5) Faringitis vesicular per enterovirus

les mucoses
- (B09) Infecció vírica no especificada caracteritzada per lesions a la pell i a les mucoses

### (B15-B19) Hepatitis vírica
- (B15) Hepatitis A aguda
- (B16) Hepatitis B aguda
- (B17) Altres hepatitis víriques agudes
- (B18) Hepatitis vírica crònica
- (B19) Hepatitis vírica no especificada

### (B20-B24) Malaltia pel virus de la immunodeficiència humana [VIH]
- (B20) Malaltia pel virus de la immunodeficiència humana [VIH] que provoca malalties infecciones i parasitàries
- (B21) Malaltia pel virus de la immunodeficiència humana [VIH] que provoca neoplàsies malignes
- (B22) Malaltia pel virus de la immunodeficiència humana [VIH] que provoca altres malalties especificades
- (B23) Malaltia pel virus de la immunodeficiència humana [VIH] que provoca altres afeccions
- (B24) Malaltia pel virus de la immunodeficiència humana [VIH] no especificada

### (B25-B34) Altres malalties víriques
- (B25) Malaltia per citomegalovirus
- (B26) Parotiditis
- (B27) Mononucleosi infecciosa
- (B30) Conjuntivitis vírica
- (B33) Altres malalties víriques no classificades a cap altre lloc
  - (B33.0) Miàlgia epidèmica
  - (B33.1) Malaltia del riu Ross
  - (B33.2) Carditis vírica
  - (B33.3) Infeccions per retrovirus no classificades a cap altre lloc
  - (B33.4) Síndrome pulmonar (cardiopulmonar) per hantavirus [SPH] [SCPH]
- (B34) Infecció vírica de localització no especificada

## B35-B89 - Infeccions causades per fongs, protozous, cucs, i infestacions

### (B35-B49) Micosis
- (B35) Dermatofitosi
- (B36) Altres micosis superficials
  - (B36.0) Pitiriasi versicolor
  - (B36.1) Tinya negra
  - (B36.2) Tricosporosi [piedra] blanca
  - (B36.3) Tricosporosi [piedra] negra
- (B37) Candidosi [candidiasi]
- (B38) Coccidioidomicosi
- (B39) Histoplasmosi
- (B40) Blastomicosi
- (B41) Paracoccidioidomicosi
- (B42) Esporotricosi
- (B43) Cromomicosi i abscés feohifomicòtic
- (B44) Aspergil·losi
- (B45) Criptococcosi
- (B46) Zigomicosi
- (B47) Micetoma
- (B48) Altres micosis no classificades a cap altre lloc
  - (B48.0) Lobomicosi
  - (B48.1) Rinosporidiosi
  - (B48.2) Al·lesqueriosi
  - (B48.3) Geotricosi
  - (B48.4) Penicil·liosi
  - (B48.7) Micosis per gèrmens oportunistes
- (B49) Micosi no especificada

### (B50-B64) Malalties protozoàries
- (B50) Paludisme [malària] produït per Plasmodium falciparum
- (B51) Paludisme [malària] produït per Plasmodium vivax
- (B52) Paludisme [malària] produït per Plasmodium malariae
- (B53) Altres paludismes [malàries] confirmats parasitològicament
- (B54) Paludisme [malària] no especificat
- (B55) Leishmaniosi
- (B56) Tripanosomosi [tripanosomiasi] africana
- (B57) Malaltia de Chagas
- (B58) Toxoplasmosi
- (B59) Pneumocistosi (J17.3**)
- (B60) Altres protozoosis no classificades a cap altre lloc
  - (B60.0) Babesiosi
  - (B60.1) Acantamebosi
  - (B60.2) Negleriosi
- (B64) Protozoosi no especificada

### (B65-B83) Helmintosi
- (B65) Esquistosomosi [bilharziosi]
- (B66) Altres infestacions per trematodes
  - (B66.0) Opistorquiosi
  - (B66.1) Clonorquiosi
  - (B66.2) Dicroceliosi
  - (B66.3) Fasciolosi
  - (B66.4) Paragonimosi
  - (B66.5) Fasciolopsiosi
- (B67) Equinococcosi
- (B68) Teniosi
- (B69) Cisticercosi
- (B70) Difil·lobotriosi i esparganosi
- (B71) Altres infestacions per cestodes
  - (B71.0) Himenolepiosi
  - (B71.1) Dipilidiosi
- (B72) Dracunculosi
- (B73) Oncocercosi
- (B74) Filariosi
  - (B74.0) Filariosi per Wuchereria brancofti
  - (B74.1) Filariosi per Brugia malayi
  - (B74.2) Filariosi per Brugia timori
  - (B74.3) Loaosi
  - (B74.4) Mansonel·losi
- (B75) Triquinosi
- (B76) Malalties provocades per ancilòstoms
  - (B76.0) Ancilostomosi [ancilostomiasi]
  - (B76.1) Necatorosi
- (B77) Ascariosi [ascariasi]
- (B78) Estrongiloïdosi
- (B79) Tricuriosi
- (B80) Enterobiosi
- (B81) Altres helmintosis intestinals no classificades a cap altre lloc
  - (B81.0) Anisakiosi
  - (B81.1) Capil·lariosi intestinal
  - (B81.2) Tricostrongilosi
  - (B81.3) Angiostrongilosi intestinal
  - (B81.4) Helmintosis intestinals mixtes
- (B82) Parasitisme intestinal no especificat
- (B83) Altres helmintosis
  - (B83.0) Larva migrant visceral
  - (B83.1) Gnatostomosi
  - (B83.2) Angiostrongilosi produïda per Angiostrongylus cantonensis
  - (B83.3) Singamosi
  - (B83.4) Hirudinosi interna

### (B85-B89) Pediculosi, acarosi [acariasi] i altres infestacions
- (B85) Pediculosi i ftiriosi [ftiriasi]
- (B86) Escabiosi
- (B87) Miasi
- (B88) Altres infestacions
  - (B88.0) Altres acarosis
  - (B88.1) Tungosi [infestació per puça de la sorra]
  - (B88.2) Altres infestacions per atròpodes
  - (B88.3) Hirudinosi externa
- (B89) Malaltia parasitària no especificada

## B90-B99 - Seqüeles i altres malalties d'aquest grup

### (B90-B94) Seqüeles de malalties infeccioses i parasitàries
- (B90) Seqüeles de tuberculosi
- (B91) Seqüeles de poliomielitis
- (B92) Seqüeles de lepra
- (B94) Seqüeles d'altres malalties infeccioses i parasitàries, i seqüeles de malalties infeccioses i parasitàries no específic

### (B95-B97) Agents bacterians, agents vírics i altres agents infecciosos
- (B95) Estreptococs i estafilococs que causen malalties classificades en altres capítols
- (B96) Altres agents bacterians que causen malalties classificades en altres capítols
  - (B96.0) Mycoplasma pneumoniae [M. pneumoniae] que causa malalties classificades en altres capítols
  - (B96.1) Klebsiella pneumoniae [K. pneumoniae] que causa malalties classificades en altres capítols
  - (B96.2) Escherichia coli [E. coli] que causa malalties classificades en altres capítols
  - (B96.3) Haemophilus influenzae [H. influenzae] que causa malalties classificades en altres capítols
  - (B96.4) Proteus (mirabilis) (morganii) que causa malalties classificades en altres capítols
  - (B96.5) Pseudomonas (aeruginosa) (mallei) (pseudomallei) que causa malalties classificades en altres capítols
  - (B96.6) Bacteroides fragilis [B. fragilis] [Bacillus fragilis] que causa malalties classificades en altres capítols
  - (B96.7) Clostridium perfringens [C. perfringens] que causa malalties classificades en altres capítols
- (B97) Agents vírics que causen malalties classificades en altres capítols
  - (B97.0) Adenovirus que causa malalties classificades en altres capítols
  - (B97.1) Enterovirus que causa malalties classificades en altres capítols
  - (B97.2) Coronavirus que causa malalties classificades en altres capítols
  - (B97.3) Retrovirus que causa malalties classificades en altres capítols
  - (B97.4) Virus respiratori sincicial que causa malalties classificades en altres capítols
  - (B97.5) Reovirus que causa malalties classificades en altres capítols
  - (B97.6) Parvovirus que causa malalties classificades en altres capítols
  - (B97.7) Papil·lomavirus que causa malalties classificades en altres capítols

### (B99) Altres malalties infeccioses
- (B99) Altres malalties infecciones i malalties infeccioses no especificades